# Fredy Brupbacher
Alfred Heinz Brupbacher, detto Fredy (Wädenswil, 28 novembre 1934 – 9 aprile 2018), è stato uno sciatore alpino svizzero.

## Biografia
Sciatore polivalente, Fredy Brupbacher debuttò in campo internazionale in occasione delle Drei-Gipfel-Rennen 1954 (Arosa, 27-28 marzo), dove si classificò 16º e 6º nel primo e nel secondo dei tre slalom giganti che componevano il trofeo; ai Mondiali di Badgastein 1958 (2-9 febbraio), suo esordio iridato, si piazzò 17º nella discesa libera e 16º nello slalom gigante. Agli VIII Giochi olimpici invernali di Squaw Valley 1960 (19-26 febbraio), sua unica presenza olimpica nonché congedo iridato, fu 22º nello slalom gigante, l'unica gara nella quale prese il via; nel 1961 si classificò 2º nella Coppa Grischa (Davos/Lenzerheide/Sankt Moritz, 28 febbraio-3 marzo), piazzandosi 3º nello slalom gigante del trofeo. Disputò le sue ultime gare internazionali al trofeo del Lauberhorn 1963 (Wengen, 12-13 gennaio) e si ritirò in occasione dei Campionati svizzeri di quello stesso anno (Wildhaus, 8-12 febbraio), dove vinse la medaliga di bronzo nello slalom gigante.

## Palmarès

### Campionati svizzeri
- 2 medaglie (dati parziali):
  - 2 bronzi (slalom gigante nel 1962[6]; slalom gigante nel 1963[5])